# Macropophora lacordairei
Macropophora lacordairei är en skalbaggsart som beskrevs av Pierre Lepesme 1945. Macropophora lacordairei ingår i släktet Macropophora och familjen långhorningar. Inga underarter finns listade i Catalogue of Life.